# امرالله (بستان‌آباد)
امرالله یکی از روستاهای استان آذربایجان شرقی است که در دهستان اوجان غربی بخش مرکزی شهرستان بستان‌آباد واقع شده‌است.این روستا بیش از ۳۸۹ نفر جمعیت دارد، 

## مشکلات تحصیلی
نبود مدارس مقاطع متوسطه در این روستا عامل ترک تحصیل دانش آموزان نخبه در پایان مقطع ابتدایی است.